# Palmer (Kansas)
Palmer è una città degli Stati Uniti d'America della contea di Washington nello Stato del Kansas.